# Dimitrie Pompeiu
Dimitrie Pompeiu (ur. 4 października 1873 w Broscăuți, zm. 8 października 1954 w Bukareszcie) – rumuński matematyk.

## Życiorys
Naukę rozpoczął w Dorohoi i Bukareszcie, a następnie wyjechał do Francji, aby studiować matematykę na Sorbonie.
Zajmował się m.in. analizą matematyczną. Jego rozprawa doktorska opracowana w 1905 roku w Paryżu, pod opieką Henri Poincaré, nosiła tytuł On the Continuity of Complex Variable Functions.
Po powrocie do Rumunii objął stanowisko profesora na uniwersytecie w Jassach. W 1912 roku przeniósł się na Uniwersytet Bukareszteński.
W 1934 roku Uniwersytet Warszawski przyznał mu tytuł doktora honoris causa.